# Prieuré de Fontaines-les-Nonnes
Le prieuré de Fontaines-les-Nonnes est un ancien prieuré de l'ordre de Fontevrault, fondé au XIIe siècle et situé au nord de Meaux, dans la région Île-de-France.
Il se développe au Moyen Âge central, mais subit les affres de la guerre de Cent Ans. Détruit, il est reconstruit à la fin du XVe siècle. Alors prospère, il doit sa renommée à ses œuvres de charité qui touchent le pays environnant. 
À la Révolution, ses religieuses ainsi que leurs prêtres sont dispersés et le prieuré, comme nombre de biens ecclésiastiques, est démoli, sauf une chapelle et la ferme attenante au domaine. La chapelle subsiste encore aujourd'hui dans le parc du château de Fontaine ; elle est classée pour ses pierres tombales au titre des Monuments historiques en 1931.

## Localisation
Le prieuré est situé dans la région Île-de-France, en Seine-et-Marne, à une quinzaine de kilomètres au nord de Meaux, dans la commune de Douy-la-Ramée. Situé près de la route de Meaux à Acy-en-Multien, dans un vallon boisé, son domaine est bordé par une petite rivière, la Thérouanne.

## Historique

### Fondation auXIIesiècle

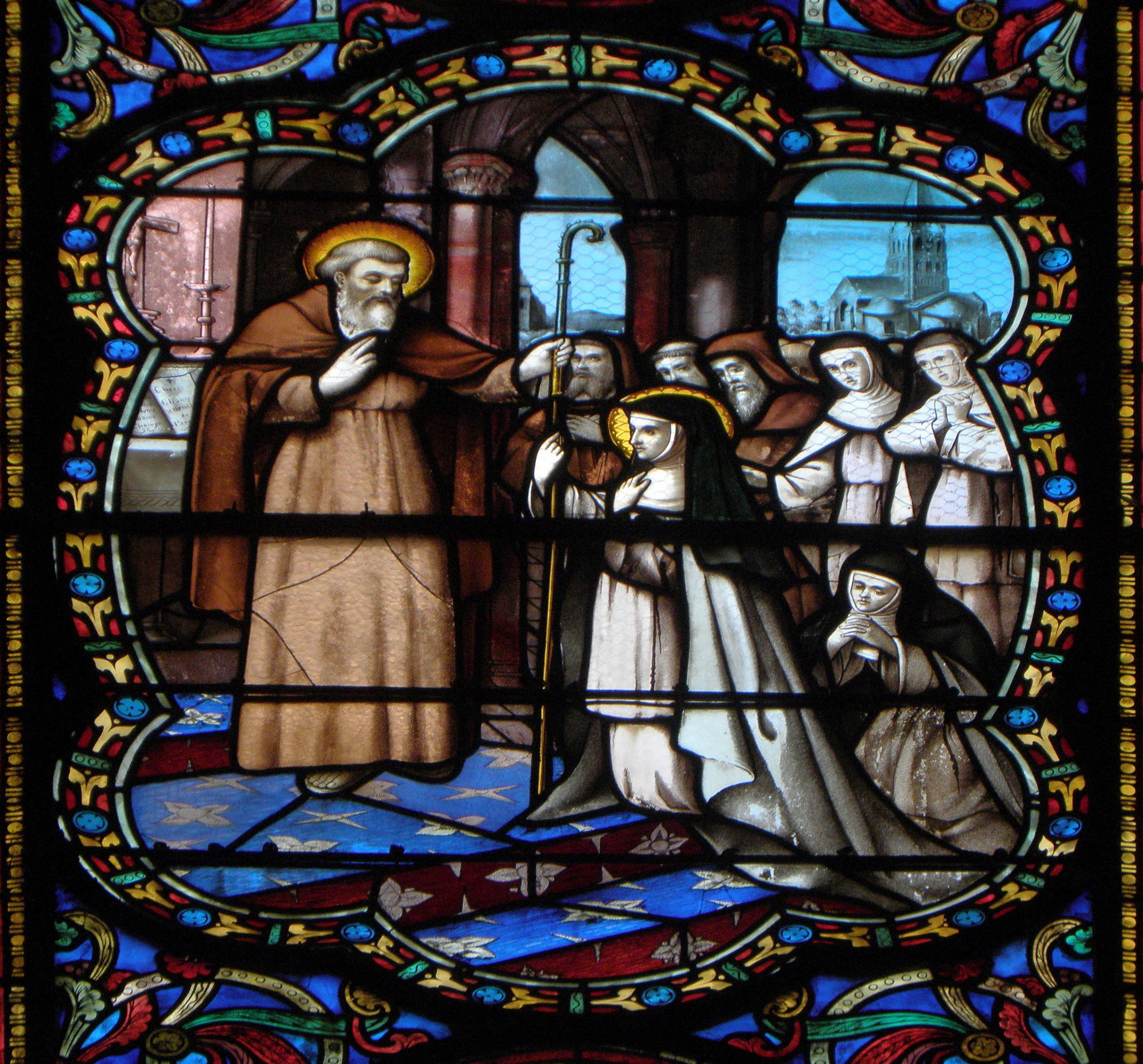
Robert d'Arbrissel remet son bâton d'abbesse à Pétronille de Chemillé.

Le prieuré appartient à l'ordre de Fontevrault créé par Robert d'Arbrissel en 1101. La Règle de l'Ordre avait comme particularité « que les femmes commanderaient aux hommes et que ceux-ci leur obéiraient à l'exemple de saint Jean l'Évangéliste… » ; il en résulta, en principe, qu'un prieuré comprendrait un double établissement : un couvent de femmes et un couvent d'hommes, voisins mais séparés.
Fontaines, sur ces principes, est fondé en 1124 par Pétronille, abbesse de Fontevrault, et Burchard, évêque de Meaux.

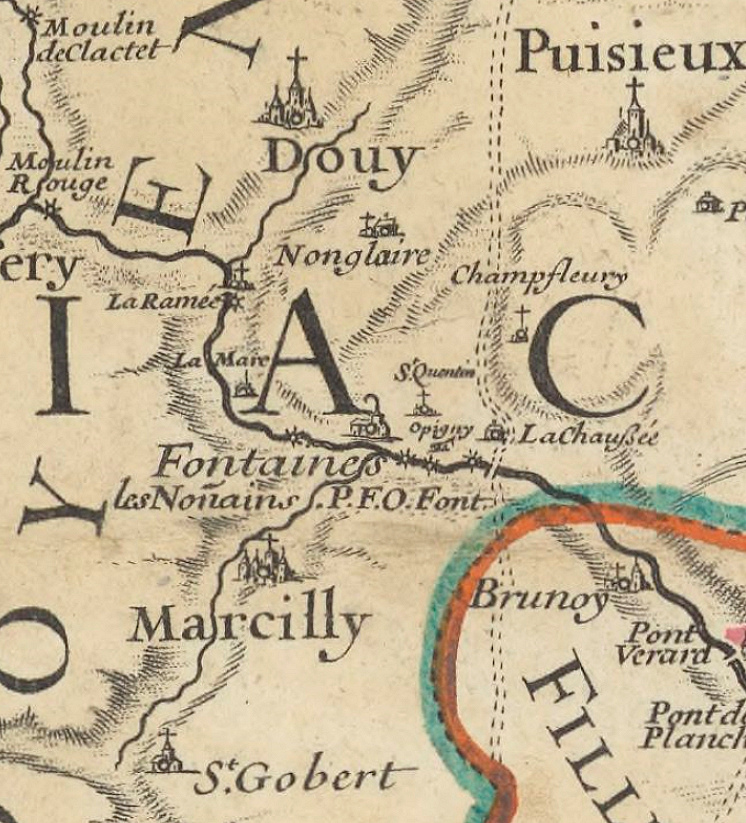
Fontaines sur une carte de 1717.

Sur la gauche de l'ancienne route de Meaux à Acy-en-Multien, avant Puisieux, se trouvait la chapelle Saint-Quentin du monastère d'Aupigny.
Adam de Bouillancy, propriétaire du lieu offrit cette chapelle à l'évêque pour y fonder un couvent de femmes. Après accord de Thibault II de Champagne, suzerain de cette terre, la chapelle Saint-Quentin et la terre du Vaz (Le Mitoy) près d’Acy sont données à l’ordre de Fontevrault.

Les nonnes, arrivées sur place, trouvent les lieux peu propices et grâce à la générosité d'André Mathieu, seigneur de Douy, elles peuvent s'installer à proximité, au bord de la Thérouanne, à Fontaines qui doit son nom aux nombreuses sources qui y jaillissaient.      
Le monastère prospère grâce aux dons de Burchard, Thibault IV, comte de Champagne, Thibault V, comte de Champagne et roi de Navarre, et à une foule de bienfaiteurs cités par l'abbé Bonno sur plus de trois pages.

Les biens de Fontaines consistent en « fermes, moulins, terres, vignes, prés, bois, rentes, cens, dîmes, droits de pêche. » disséminés dans le Multien et bien au-delà. Leur maximum sera atteint à l'époque des dernières croisades, vers la fin du XIIIe siècle.
Sur place, les religieuses doivent, suivant la règle de l'Ordre, faire « essarter terres et bois ». Elles s'y attèlent en parallèle avec la construction de leur monastère. C'est en 1150, après plus de vingt-cinq ans, que la maison claustrale est enfin habitable. L'église, elle, ne sera achevée qu'en 1160, grâce à la générosité du roi Louis VII, père de Philippe Auguste.
Parallèlement à Fontaines, l'ordre de Fontevrault ouvre une succursale à Collinances, en 1134-1137, à une quinzaine de kilomètres au nord-est (trois lieues), sur les bords de la Grivette.

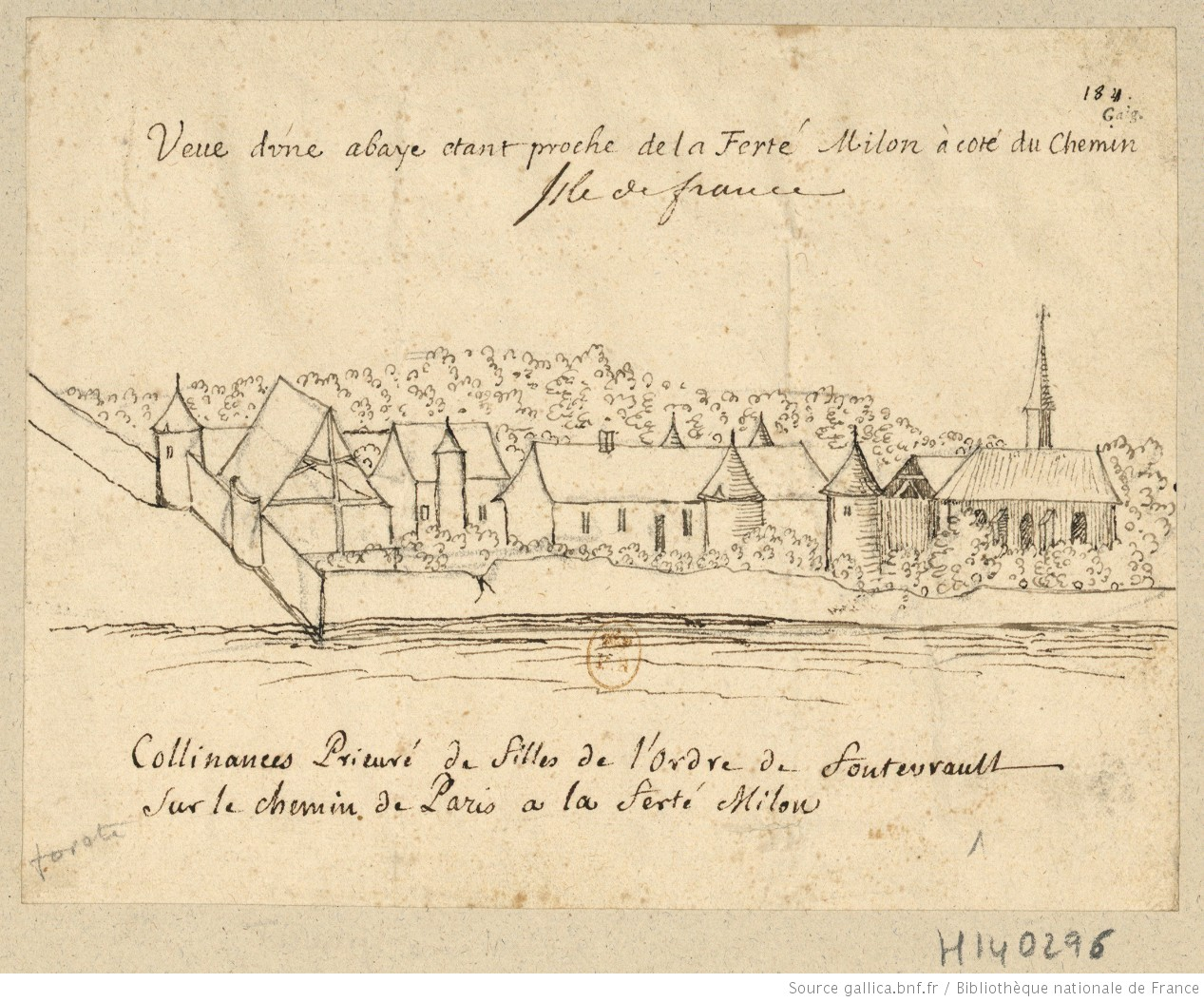
Prieuré de Collinances, pour avoir une idée de celui de Fontaines.

### Le prieuré à l'époque
Le plan cadastral actuel fait état d'une superficie d'un peu moins de 18 ha pour le domaine de Fontaine, soit environ 36 arpents. 
Le prieuré comprenait deux monastères, celui des hommes et celui des femmes, donnés pour une superficie totale de 27 arpents à la Révolution.

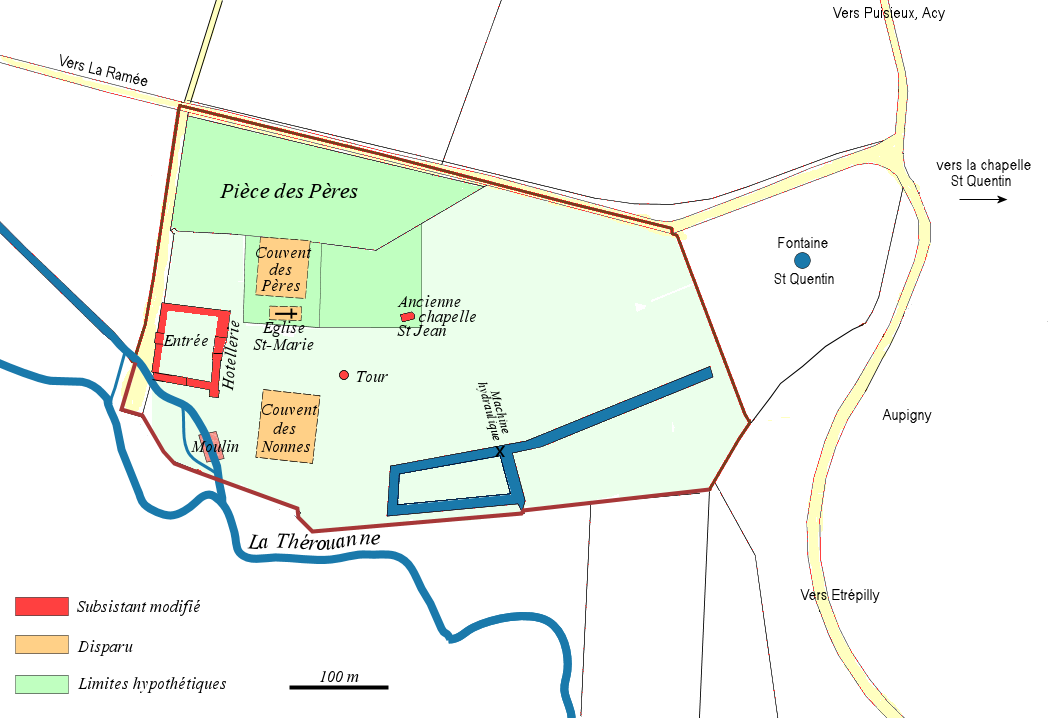
Plan supposé du prieuré à la fin du Moyen Âge

#### Le couvent des pères
À Fontaines, « la communauté des religieux est réduite à trois pères confesseurs pour les besoins spirituels des religieuses. »

D'après l'abbé Bonno, les pères occupent une vaste maison dans un enclos de plus de 5 arpents (environ 2,5 ha), situé au nord du domaine. Cet enclos, d'après la Règle, « fait d'un mur d'une hauteur de 15 pieds, sans treille ni échelon, pour l'isoler du monastère des religieuses », comprend : 
- l'ancienne chapelle Saint-Jean-l'Évangéliste qui servait encore de grange à la fin du XIXe siècle et qui n'est plus que ruine aujourd'hui ;
- l'église Sainte-Marie, implantée à la limite de l'enclos des dames. La nef était réservée aux religieuses qui y accédaient par un couloir extérieur.

Hors les murs, les religieux possèdent l'église dédiée à Saint Quentin, au-delà de la fontaine éponyme située à l'est du domaine, près du monastère d'Aupigny.

#### La maison des dames
Toujours d'après l'abbé Bonno, l'enceinte des dames occupe une superficie de plus de dix arpents, soit le double de l'enclos des hommes. Elle est située au sud, à une centaine de mètres de la maison des pères.
Dans cette enceinte on trouve la maison des nonnes et à l'ouest, l'entrée du prieuré ainsi que l'hostellerie « qui servait aux parents, aux visiteurs et aux voyageurs de distinction. »

On y voit aussi une tour devenue colombier, la cave, l'entrée de souterrains, les communs au bord de la rivière [jouxtant le moulin] et un mécanisme hydraulique qui élève l'eau d'une source pour la distribuer dans toutes les cellules des dames et des hommes. Ces éléments de structure subsistaient encore à l'époque de l'abbé Bonno ; le pigeonnier, les communs ainsi que la cave sont encore visibles aujourd'hui.

#### La vie au prieuré

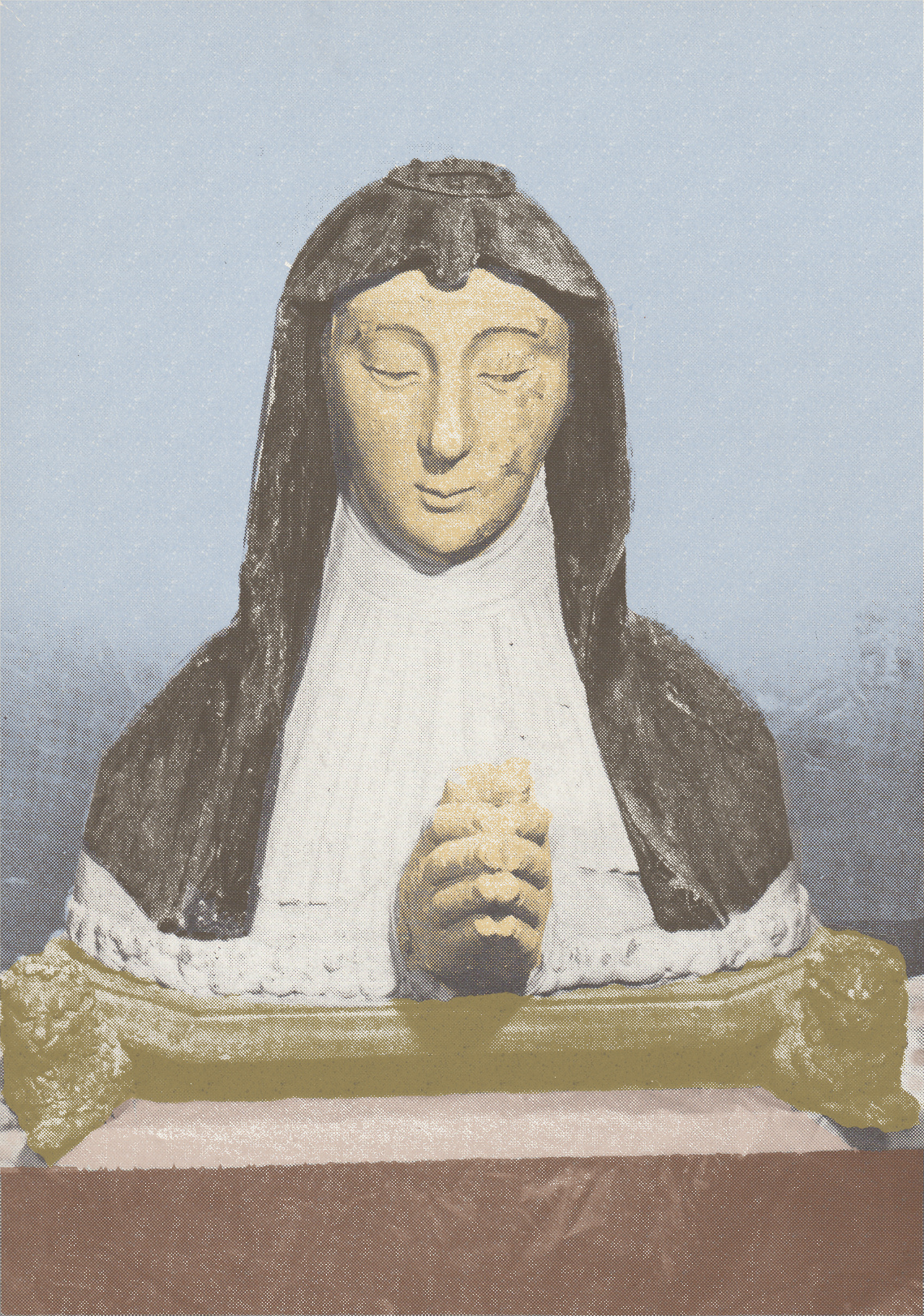
Vêture d'une prieure de Fontaines, reliquaire de l'église de Douy-la-Ramée.

La règle de l'ordre de Fontevrault s'inspire de la règle bénédictine où la journée est consacrée essentiellement au recueillement et à la prière - aux heures canoniales. Le temps restant est partagé entre travail et sommeil.
Fontaines est placé sous l'autorité temporelle et spirituelle de la prieure. Pour le temporel, elle agit de concert avec son conseil composé de la prieure du cloître qui la seconde, la cellérière, la dépositaire (de l'argent, du linge, des denrées, etc.), la boursière, la portière et deux autres religieuses, toutes nommées par la communauté avec l'assentiment de la prieure qui pouvait les révoquer pour motif sérieux. Les autres nonnes avaient des attributions diverses correspondant aux besoins de la communauté, .
Comme pour les autres monastères de l'ordre, les religieuses se répartissent, suivant leur instruction, en sœurs de chœur (ou sœurs professes) et sœurs converses chargées des travaux manuels et domestiques du couvent.

Leur vêture, quelle que soit leur appartenance, comprend un vêtement blanc avec une guimpe plissée et une capuche noire. À leur ceinture de laine et de fil est attachée une gaine contenant ciseaux et couteau au bout arrondi.

Les hommes, pour leur part, portent l'habit bénédictin avec une ceinture de cuir ; y est attachée une gaine avec son couteau.

Pour l'anecdote, au repas, elles font le plus souvent abstinence de viande et reçoivent une chopine de vin (~ 0,5 litre) ; si elles arrivaient en retard au réfectoire, leur ration de vin était supprimée !

### DuXIIIeauXVesiècle

#### À l'époque de Guillaume des Barres

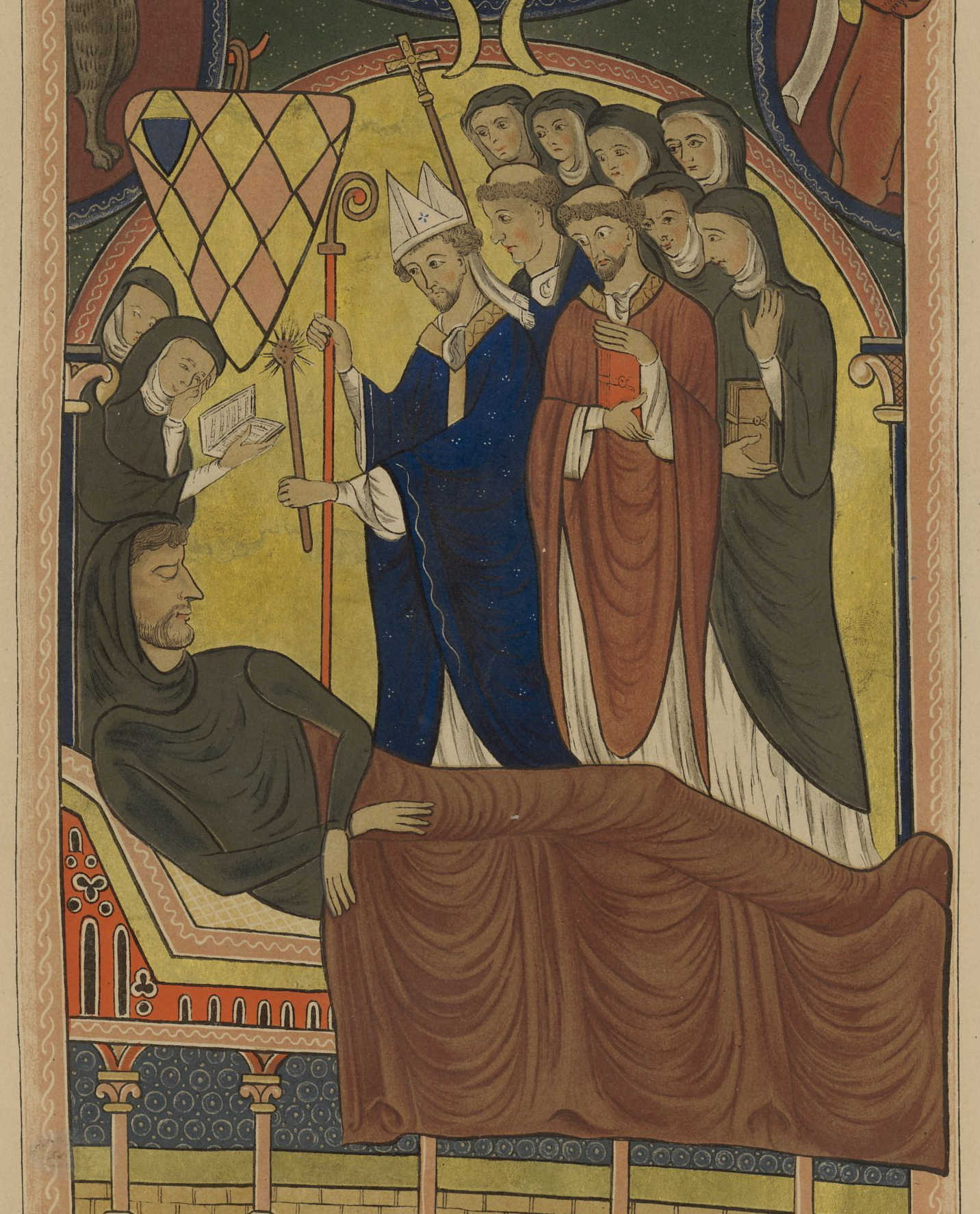
Guillaume II des Barres sur son lit de mort (extrait fac-simile de son rouleau mortuaire).

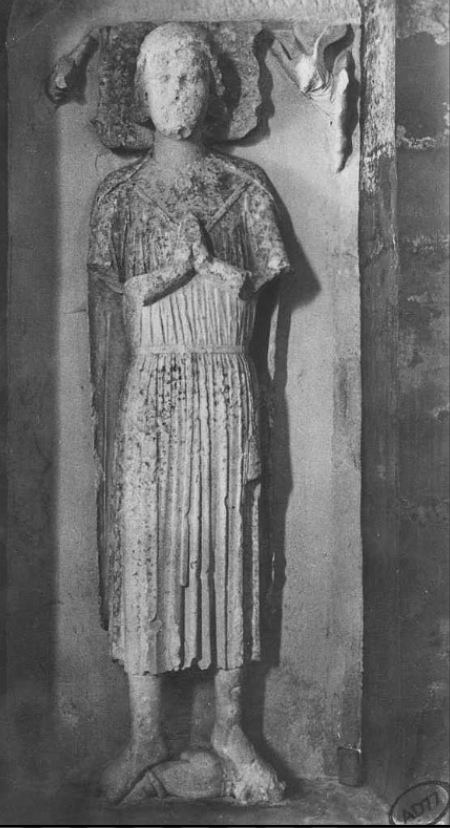
Pierre tombale supposée de Guillaume II des Barres

Quatre-vingt dix ans après sa fondation, en l'an 1215, un important incendie ravage le couvent des religieuses. Les nonnes se réfugient dans la maison des pères. Ces derniers s'établissent alors à un kilomètre de là, à Champfleury, vers Puisieux.
La maison des religieuses va être reconstruite grâce à la générosité du seigneur d'Oissery, Guillaume II des Barres.

Guillaume, « le brave des braves », s'est illustré à la bataille de Bouvines (1214) : chevalier, il est dit avoir sauvé le roi Philippe Auguste et pourfendu ses ennemis dont Otton IV, empereur du Saint-Empire romain germanique.
Devenu veuf, Guillaume se retire à Fontaines et endosse l'habit de Fontevrault probablement dans les années 1225, date à laquelle le couvent est reconstruit. Il y meurt en 1234 entouré de ses filles dont Alipe, alors prieure du lieu.

Enterré dans l'église Sainte-Marie du domaine, sa pierre tombale supposée, classée au titre des Monuments historiques en 1931, peut se voir aujourd'hui dans la chapelle Saint-Jean de Fontaine ; un rouleau mortuaire à son nom était conservé dans une bibliothèque privée de Meaux, du temps de l'abbé Bonno.
Après la réintégration des religieuses dans leur prieuré, le domaine prospère et s'accroit de différentes acquisitions. Cette période faste dure jusqu'à l'avènement de Philippe le Bel en 1285 († 1314). La lutte d'influence entre le roi et le pape Boniface VIII sera « le point de départ de l'anéantissement du système catholico-féodal qui a fait la France … ».

#### Autour de la guerre de Cent Ans (1337-1453)
Au début du  XIVe siècle, le cartulaire de Fontaines donne des indications datées sur les perturbations climatiques et leurs conséquences sur le pays : la disette de 1304, les grandes pluies de 1309 et la famine (1305-1317) fragilisent l'établissement. De plus, en 1335, sous Philippe de Valois, roi de France, le comté de Champagne rejoint le domaine royal, privant ainsi Fontaines des bienfaits du comte. 
Sur ce, les guerres civiles, religieuses et les guerres avec l'étranger (époque de la guerre de Cent Ans) qui se succèdent concourent à la ruine du prieuré :

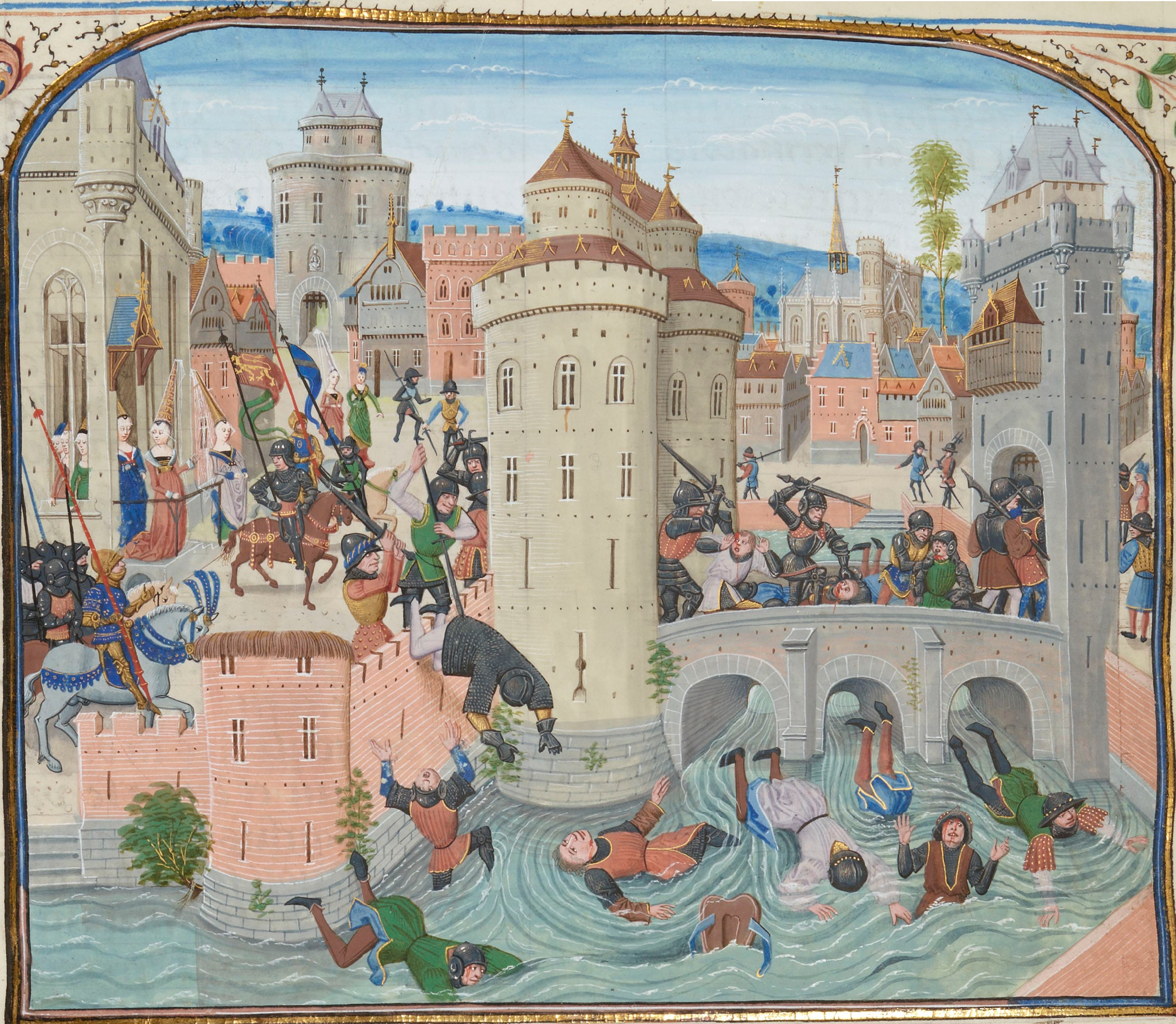
La Jacquerie à Meaux (1358).

C'est d'abord  la Grande Jacquerie en 1358 : un soulèvement de dix mille paysans venant des environs de Beauvais se dirigent vers Meaux ; les religieuses se réfugient à Paris. « Pillant et démolissant les châteaux qui se trouvent sur leur chemin, les Jaques atteignent le prieuré de Fontaines qu'ils dévastent. »

En 1358 encore, une compagnie composée de gens de guerre et de brigands anglo-navarrais se répand en divers logis à Lizy, Acy, Fontaines. D'après Bartillat « Ils y firent beaucoup de maux, pillant les maisons et forçant les femmes. » 

Après le traité de Brétigny, en 1360, les mercenaires étrangers, sans solde, désolent le prieuré ; en 1368, Fontaines abrite des pillards pendant quatre mois.

En 1369, les religieuses tentent sans succès de rentrer dans leur couvent ; en 1415 les bâtiments tombent en ruine ; en 1422 le monastère est incendié par les Anglais.
Après l'épopée de Jeanne d'Arc en 1429, et la reprise de Paris aux Anglais en 1436, ces derniers ne possèdent plus que Calais en 1453, date considérée comme un retour à la paix dans la province autour de Paris.

C'est à partir de cette époque que les religieuses vont reprendre le chemin de Fontaines.

### DuXVIeauXVIIIesiècle

#### La réforme de l'Ordre
Pendant la guerre de Cent Ans, éloignées de leur prieuré, les nonnes de Fontaines, comme d'autres religieuses, vivaient dans le relâchement des pratiques religieuses.

C'est sous l'impulsion de Marie de Bretagne, abbesse de Fontevraud (de 1457 à 1477), que la Règle de l'Ordre va se voir formalisée et mise strictement en application. Les religieuses de Fontaines sont les premières, après celles du prieuré de la Madeleine d'Orléans, à se plier à la nouvelle règle. De plus, elles participent à la réforme de façon active ; elles sont impliquées dans le renouveau des abbayes de Fontevrault, Chelles, Faremoutiers et Jouarre, ceci jusqu'aux années 1520.

#### Reconstruction du prieuré
Avant 1477, sous Jeanne Desloges, prieure déléguée à Fontaines par Marie de Bretagne, les religieuses rejoignent leur prieuré.

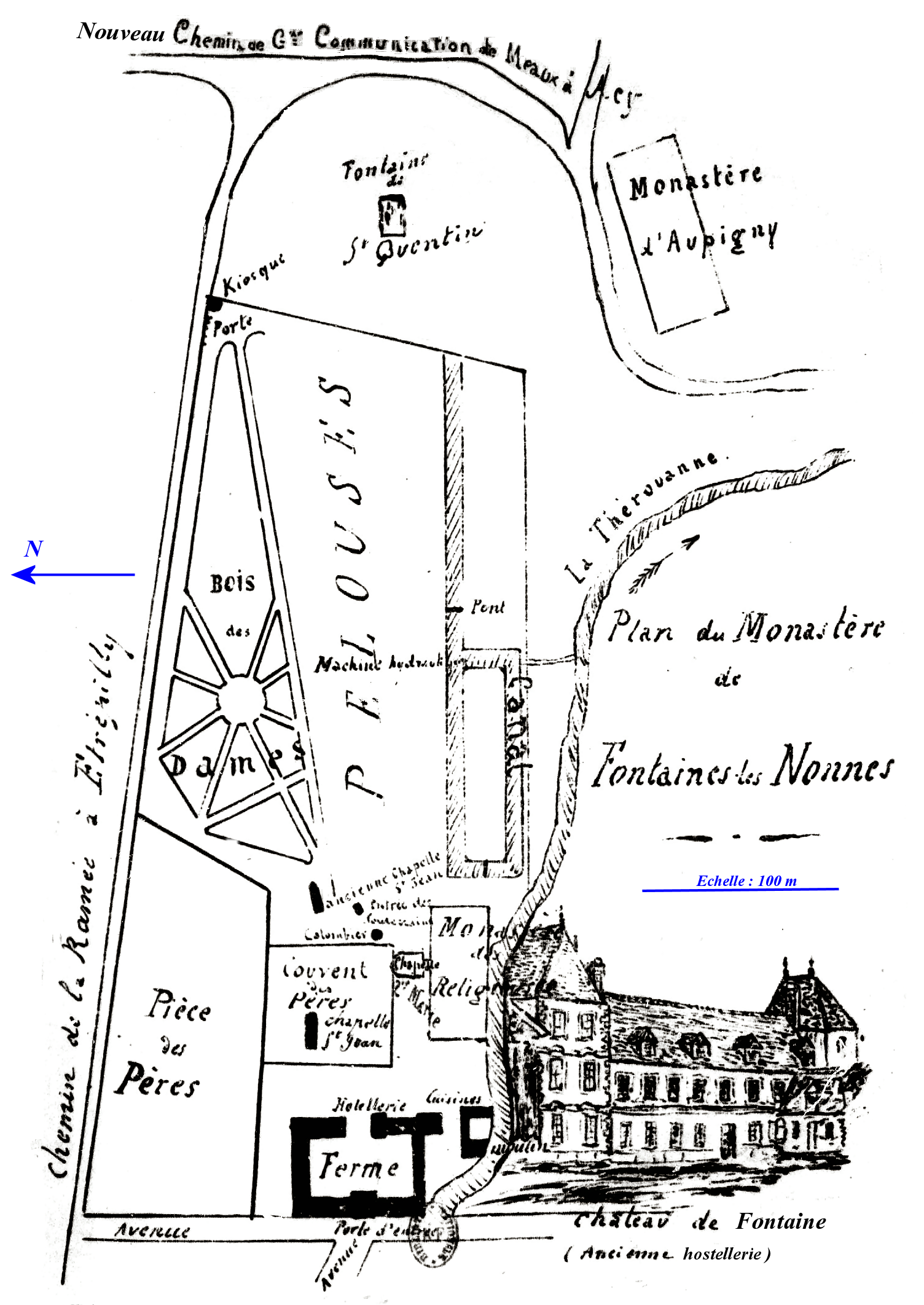
Essai de restitution du prieuré par l'abbé Bonno (1888).

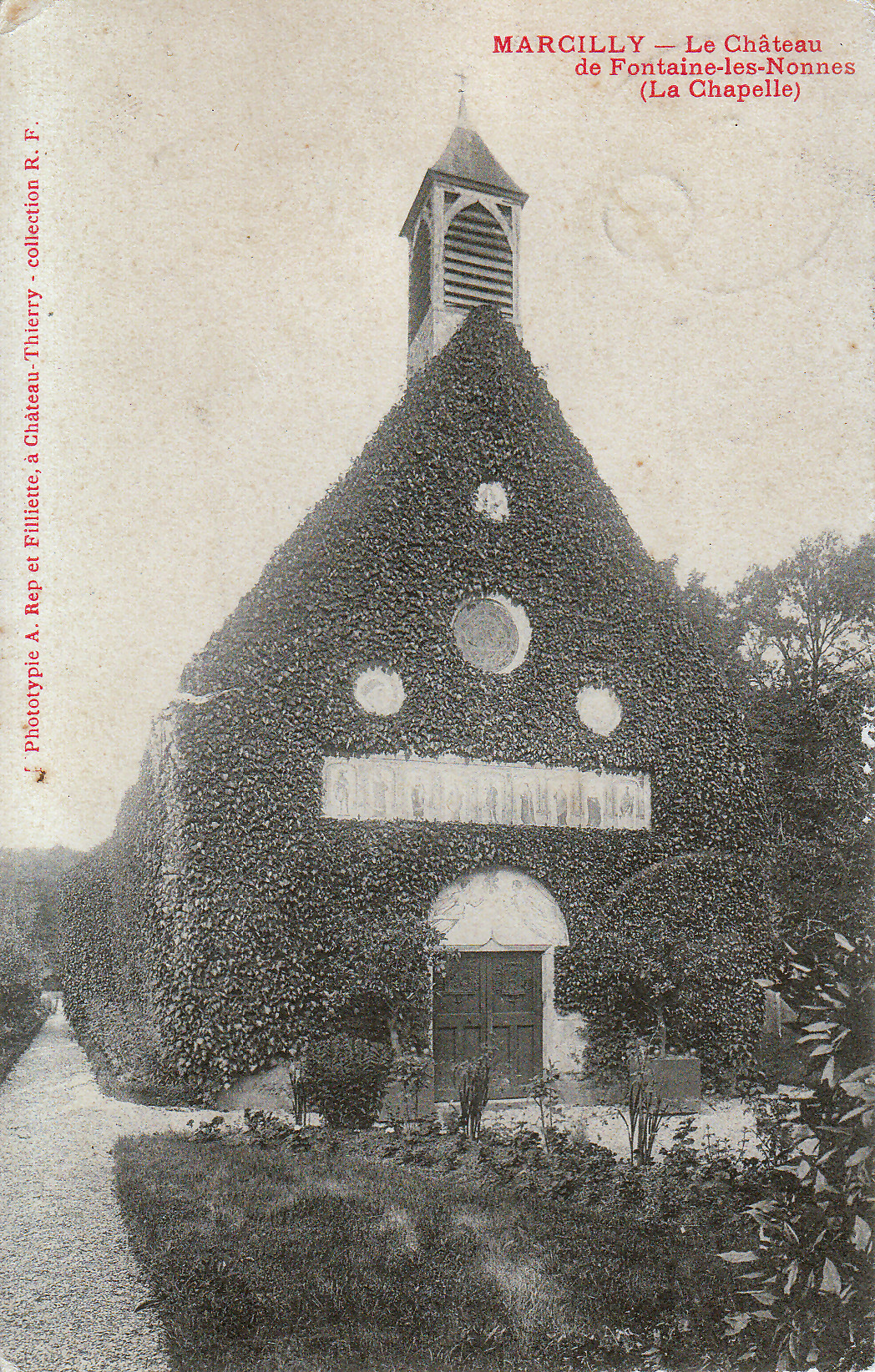
La nouvelle chapelle (1480) dédiée à saint Jean l'Evangéliste.

Du domaine, seul celui des Pères, les habitations des ouvriers (entrée), l'hôtellerie et l'église Sainte-Marie ont été épargnés par l'incendie. Les nonnes s'installent dans la maison des Pères, ceux-ci étant en résidence à Champfleury.

Les finances étant au plus bas, elles recourent à l'aumône pour reconstruire leur maison. Le 17 juin 1486, le chapitre et le cloître sont bénis, et neuf religieuses s'y installent définitivement.
Les travaux de réhabilitation et de transformation dureront jusqu'en 1506.
L'entrée consiste en une porte monumentale, avec de part et d'autre les logements du gardien, du commissionnaire et des passants ; deux ailes perpendiculaires et symétriques logent jardiniers, boulangers et autres ouvriers ; l'ensemble est fermé à l'est par l'hôtellerie comprenant cuisine, réfectoire et quatre chambres pour les parents. On peut deviner encore aujourd'hui cette disposition dans une vue aérienne du château.
À une trentaine de mètres à l'est se situe la maison claustrale de forme rectangulaire. On y trouve :
« Au rez-de-chaussée : les parloirs, la salle du chapitre, la bibliothèque, les salles pour les novices, les chambres de travail pour les religieuses, le chauffoir et la cuisine ; aux étages supérieurs, les chambres et le dortoir des religieuses.

Un cloître que l'on nomme la grande galerie entoure la cour du milieu et une autre galerie relie le couvent à l'église. »
Dans le couvent des Pères, une nouvelle chapelle, toujours dédiée à saint Jean l'Évangéliste est établie et bénite en 1480. Cette chapelle est celle qui est classée aujourd'hui pour ses pierres tombales.
Pendant près d'un siècle, le prieuré va vivre en paix et prospérer. Vers la fin du XVIe siècle, les guerres religieuses vont de nouveau frapper Fontaines.

#### Au temps des guerres de religion et de la Fronde
Durant les guerres de religion (1562-1598), en 1578, six ans après le massacre de la Saint-Barthélemy, Fontaines est envahi et occupé alternativement par des bandes armées au service du duc de Guise ou du duc d'Anjou.
Puis, ce sont les huguenots qui visitent les établissements monastiques de la région. Les sieurs de la Ramée, hérétiques, lèvent des troupes et pillent le Multien. Les quarante religieuses de Fontaines seront épargnées mais rançonnées.
Avec la fin des guerres de religion et l'entrée de Henri IV à Meaux et à Paris en 1598, Fontaines retrouve un peu de sérénité. Cette période de paix durera jusqu'à la Fronde (1648-1653).

« Le Multien se trouve envahi par une multitude de soldats qui pillent et saccagent tout ce qu'ils rencontrent. » Les dames de Fontaines se réfugient à Paris de 1650 à 1653. Le duc de Lorraine, battu à Mary-sur-Marne, campe dans le prieuré ; après son départ, les religieuses, désargentées, reviennent à Fontaines. « Elles trouvent les terres en friche, les populations dans la misère et le monastère dans le plus triste des états. ».
Après ces temps d'épreuves, le prieuré retrouvera paix et tranquillité jusqu'à la Révolution.
Les nonnes restaurent alors les lieux claustraux et particulièrement l'église Sainte-Marie aux ornements dispersés, vases sacrés emportés et orgues brisées,.
Le monastère prospère : en 1693, dans la déclaration de biens (obligatoire en 1691), 73 articles sont cités : les terres ont une superficie de 2 234 arpents qui rapportent 10 920 livres sans compter les avantages en nature en blé et avoine.

Biens déclarés en 1693
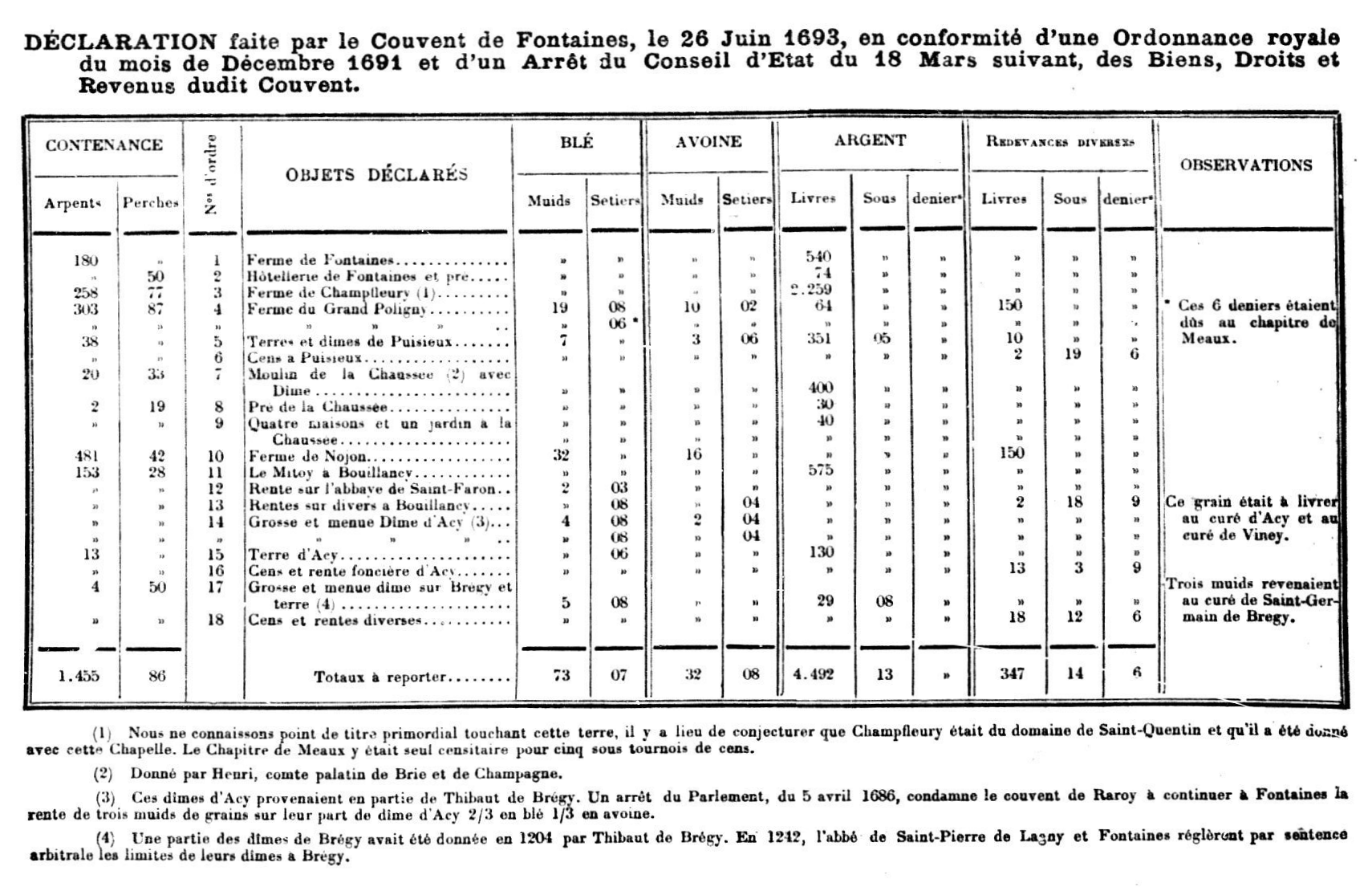
Feuille 1
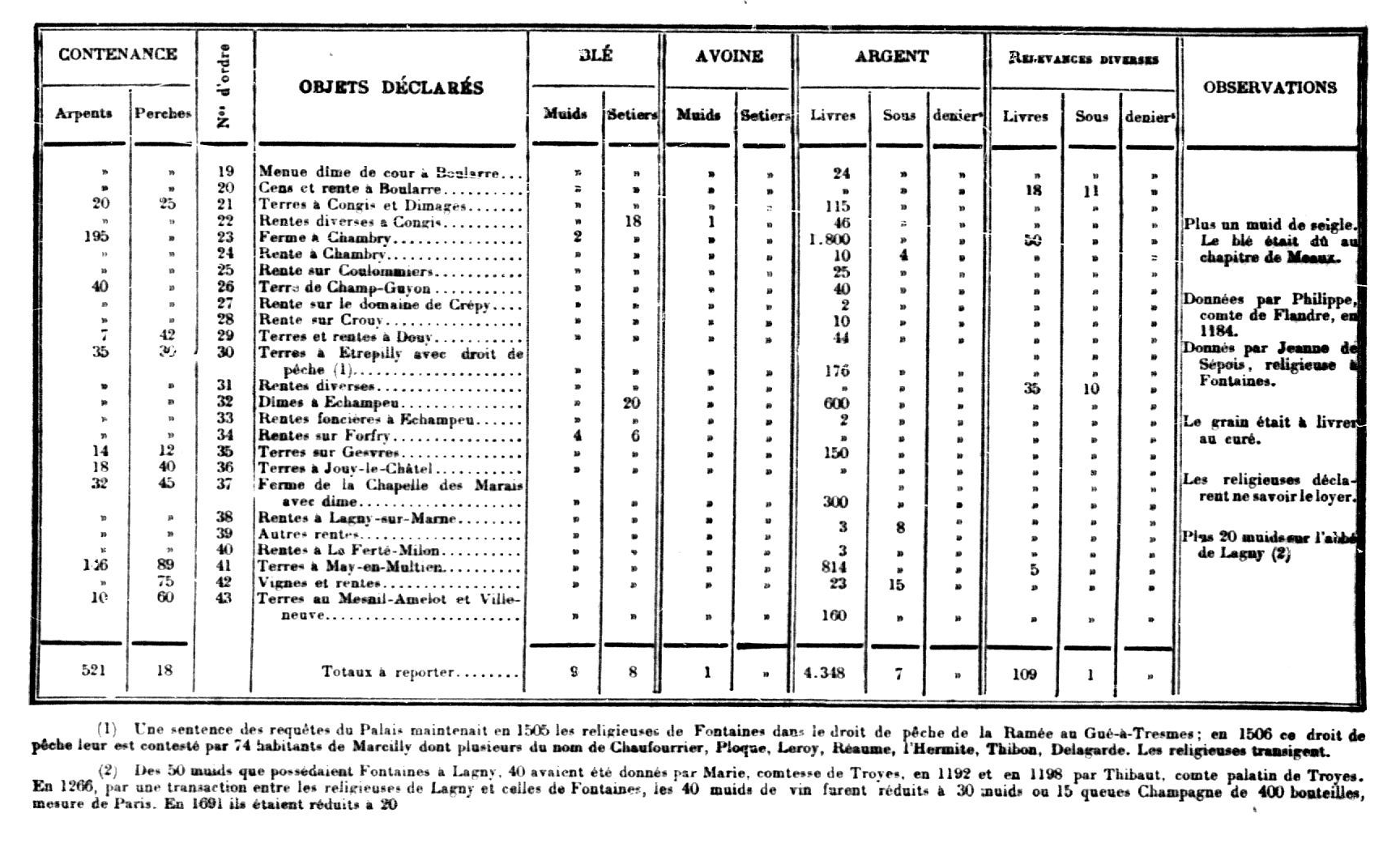
Feuille 2
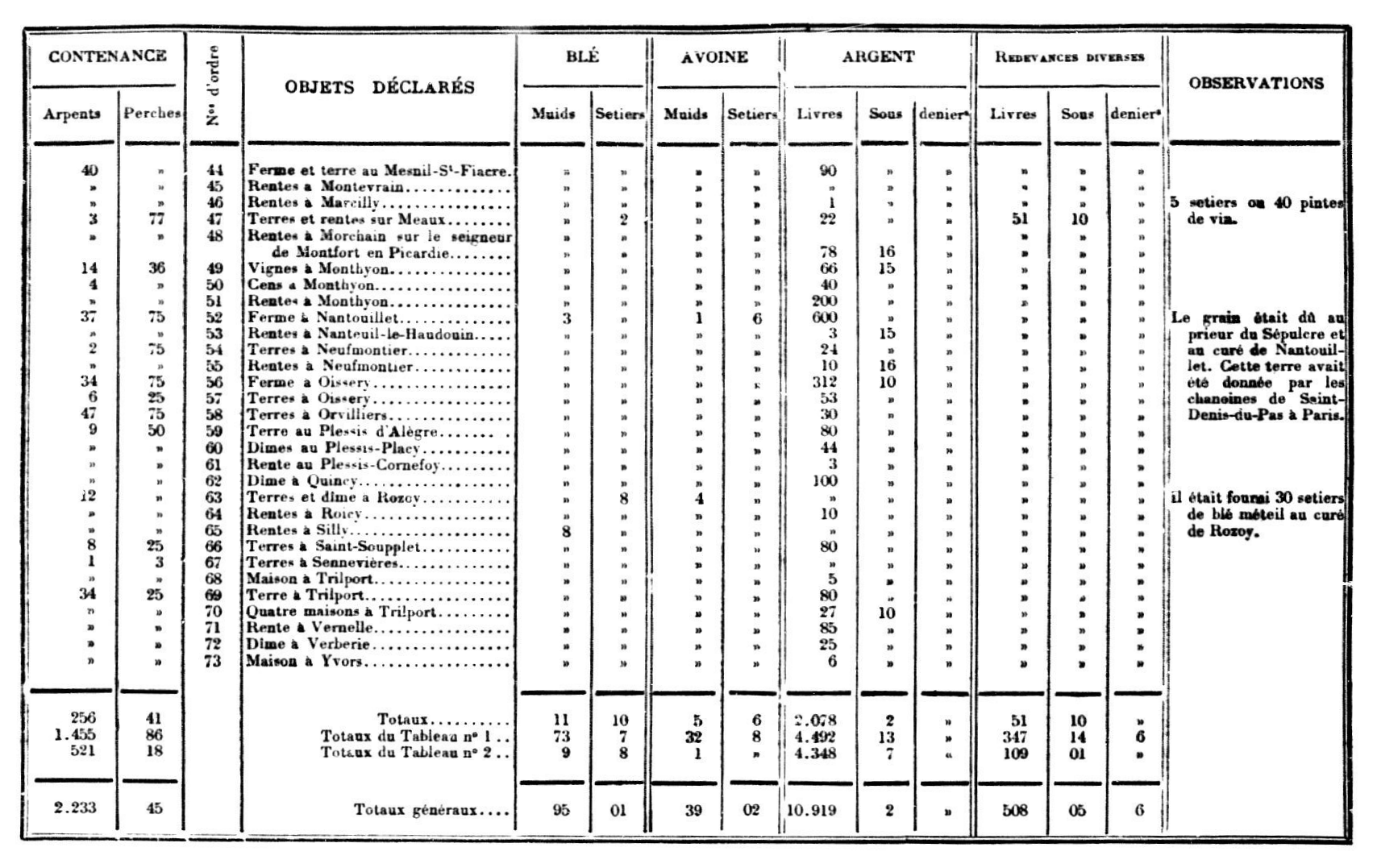
Feuille 3

### Disparition à la Révolution
À l'aube de la Révolution, la prospérité de la communauté s'accentue. Son revenu atteint presque la somme de 4 000 livres.

Ce revenu est cependant juste suffisant pour équilibrer les comptes. En effet, les charges sont considérables.

Le monastère a journellement à charge « une soixantaine de personnes auxquelles il faut ajouter les ouvriers pendant les semailles et la moisson, les passants et les pauvres au nombre de plus de trois cents par semaine. »

L'abbé Bonno donne dans le détail ces charges et passe en revue toutes les dépenses du prieuré, que ce soit pour la nourriture, le chauffage, l'entretien des bâtiments, les honoraires du personnel, des médecins et des médicaments, l'habillement, etc,.
Les lois et décrets promulguées dès 1789 vont enlever à tous les monastères leurs privilèges et une partie de leurs revenus.

De 1789 à 1792, la tension monte, et le 18 août de cette dernière année, l'Assemblée supprime toutes les corporations d'hommes et de femmes.
Les trente-deux dames de Fontaines sont expulsées ainsi que trois prêtres.

Le 11 septembre 1792, le monastère est complètement abandonné. Les lieux sont investis, sous les ordres de Poncelet, procureur de la commune de Meaux : les différents bâtiments civils ou religieux sont dévastés, les objets de valeur sont réquisitionnés ainsi que tout le linge liturgique ou d'usage courant sauf « vingt paires de draps qui doivent servir à l'usage des troupes qu'on attend incessamment. ».
Deux bataillons campent dans le prieuré à la fin du mois de septembre. Des voleurs leur succèdent et, malgré les gardiens mis en place, « pillent tout ce qui leur tombe sous la main. » ; les pauvres, abandonnés, errent par bandes dans la contrée.

D'autres troupes succèdent aux premiers bataillons et au cours de leur séjour de six semaines, rien n'est épargné : le prieuré est incendié. Abandonné par les soldats, privé de gardiens, des voleurs, en plein jour, récupèrent même le plomb et le fer…
L'état procède à la vente des biens du prieuré et de ce qui reste de Fontaines entre le 29 décembre 1790 et le 18 brumaire an V (6 novembre 1796).

Les terres d'une superficie de plus de 1 800 arpents ont rapporté alors environ 1 700 000 livres.

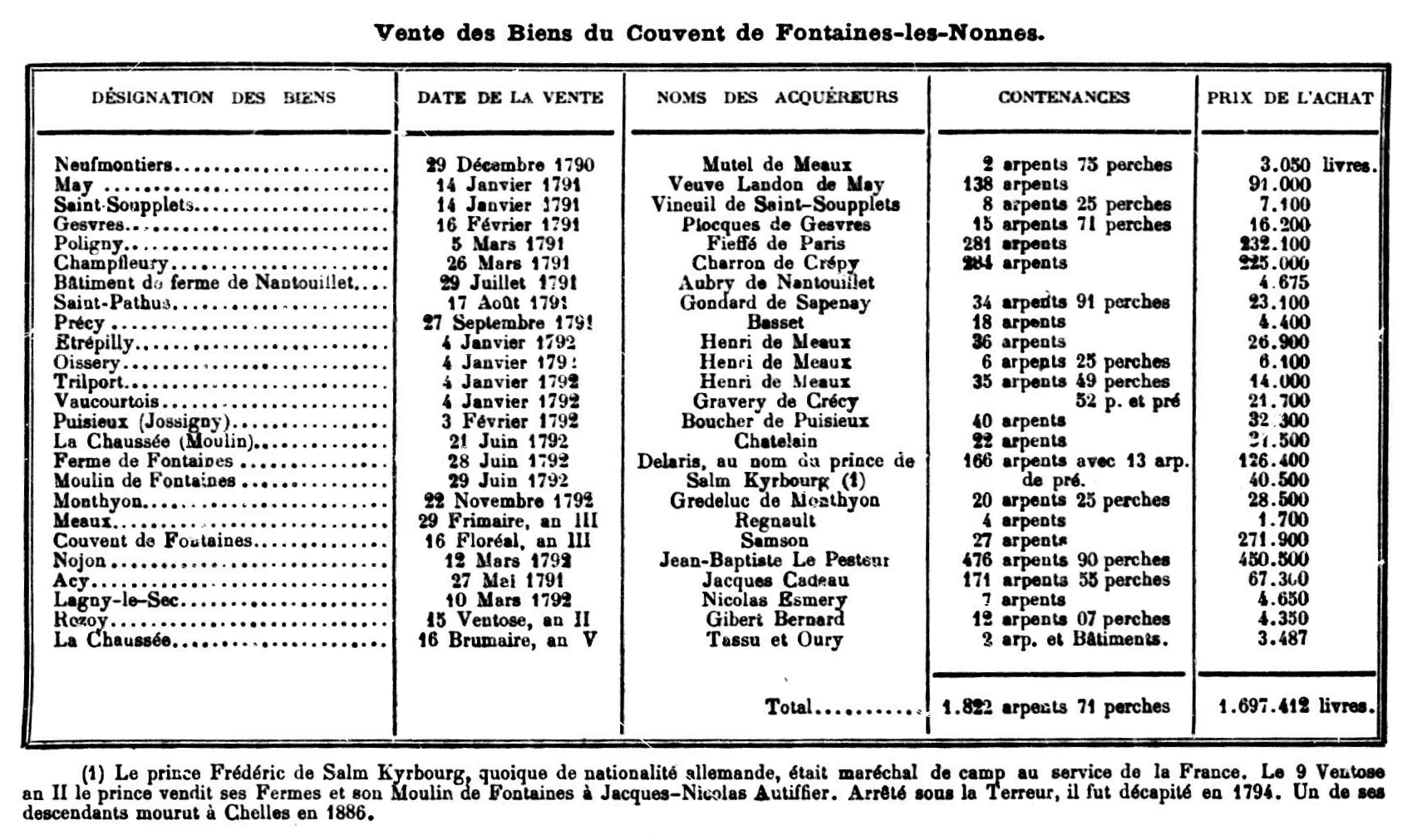
Détail des biens de Fontaines vendus à la Révolution.

Durant l'époque révolutionnaire, la prieure, Madame des Laurens de Monserein, se retire avec d'autres religieuses à la-Ramée ; elle y meurt et est enterrée à Douy. Les dernières nonnes se dispersent alors.

Le 16 floréal de l'an III (le 5 mai 1795), le prieuré est racheté par la famille Samson pour la somme de 272 000 livres.

L'acquéreur préserve le domaine et laisse vivre dans les murs de Fontaines Élisabeth Morin. Elle sera la dernière nonne du prieuré. Elle y meurt en 1825 après avoir distribué ses derniers biens par testament.

## Registres du prieuré
L'abbé Bonno ne cite pas toujours ses sources, mais c'est assurément à partir du cartulaire de Fontaines conservé 
aux Archives départementales de Seine-et-Marne qu'il a pu intégrer à son ouvrage la liste des religieuses de Fontaines présentée ci-dessous.

### Liste des prieures et religieuses
Comme dans la plupart des autres établissements, les religieuses de Fontaines, hormis les sœurs converses, appartiennent par leur naissance à la noblesse, spécialement à la noblesse de robe.
L'abbé Bonno en donne une liste exhaustive comprenant les prieures et religieuses entrées en religion à partir de 1477. Il y adjoint, en préambule, les quelques prieures ayant laissé la trace de leur existence avant cette date dans diverses archives. On retiendra parmi elles :

Prieures d'avant 1477

Heldegarde (citée en 1182) ; Edene, parente de Marie de France (1196) ; Mathilde (1213), Adeline (1218) et Emeline (1250) de la famille des Barres ; Marie de Giresme (1400) ; Marie Dol (1439).

Prieures depuis 1477

Jusqu'à la Révolution, quatre-vingt six prieures vont se succéder à la tête de Fontaines. Parmi elles :

Jeanne Desloges (élue en 1477) ; Magdeleine Fabry (1497) qui fait dresser le terrier de Fontaines, le plus ancien du diocèse ; Renée Potier (1566), de la famille des ducs de Gèvres ; Marie de Montholon (1612)… Louise-Adélaïde des Laurens de Montserein (1789-1792) sera la dernière prieure de Fontaines.

Parmi les religieuses, on trouve beaucoup de parentes de personnalités des environs (paroisses d'Acy, Brégy, Crouy-sur-Ourcq, Douy-la-Ramée, Oissery, Puisieux, Thury-en-Valois, Vincy).
On peut s'interroger sur le lieu de sépulture des nonnes. L'abbé Bonno n'y fait pas allusion.

Quelques religieuses particulières sont enterrées à la Mare ou à Douy, à proximité du prieuré.

Antoinette de Beauvais, professe, prend l'habit en 1612. Décédée en 1638, sa pierre tombale, de beau marbre noir, a été retrouvée en 1882 dans la Thérouanne, près du moulin. En 1888, à l'époque de l'abbé Bonno, elle était dressée dans la chapelle Saint-Jean ; elle doit y être encore aujourd'hui.

### Le nécrologe du prieuré
Dans le cas de Fontaines, il s'agit d'un registre dans lequel sont inscrits les noms des fondateurs et bienfaiteurs du prieuré.

Chaque nom du nécrologe est suivi d'une date fixe de l'année — non donnée ici — où un service religieux est célébré en mémoire du défunt (obituaire). Les statuts de Fontaines précisent la règle à observer pour ce service.
Parmi les fondateurs, on peut souligner les plus importants déjà cités : Robert d'Arbrissel — ainsi que des membres de sa famille — ; Pétronille de Chemillé ; Burchard, évêque de Meaux et André, seigneur de Douy.
Suivent, les bienfaiteurs des premiers siècles de la fondation du prieuré, dans l'ordre donné par l'abbé Bonno :
- des évêques de Meaux et d'ailleurs ;
- des personnages royaux : Philippe Auguste, Louis VIII, saint Louis - pour la France ; Henri I, Richard Cœur de Lion - pour l'Angleterre ; Baudoin I, roi de Jérusalem ;
- des reines et princesses : Mathilde de Flandre, épouse de Guillaume le Conquérant ; Marie de France, fille du roi Louis VII ; et al. ;
- des nobles, comme Théodoric, comte de Flandres ; Guillaume X d'Aquitaine ; Amaury VI de Montfort ; les des Barres, Guillaume et Jean ; et al. ;
- des religieux : des abbés, dont Bernard de Clairvaux dit saint Bernard ; des abbesses de Fontevrault et certaines prieures de Fontaines.

## Devenir
Après la Révolution, le plan du cadastre napoléonien du lieu (1824-1850) permet de se rendre compte des vestiges du prieuré devenu le « Parc de Fontaine ».
On y voit, grossièrement :

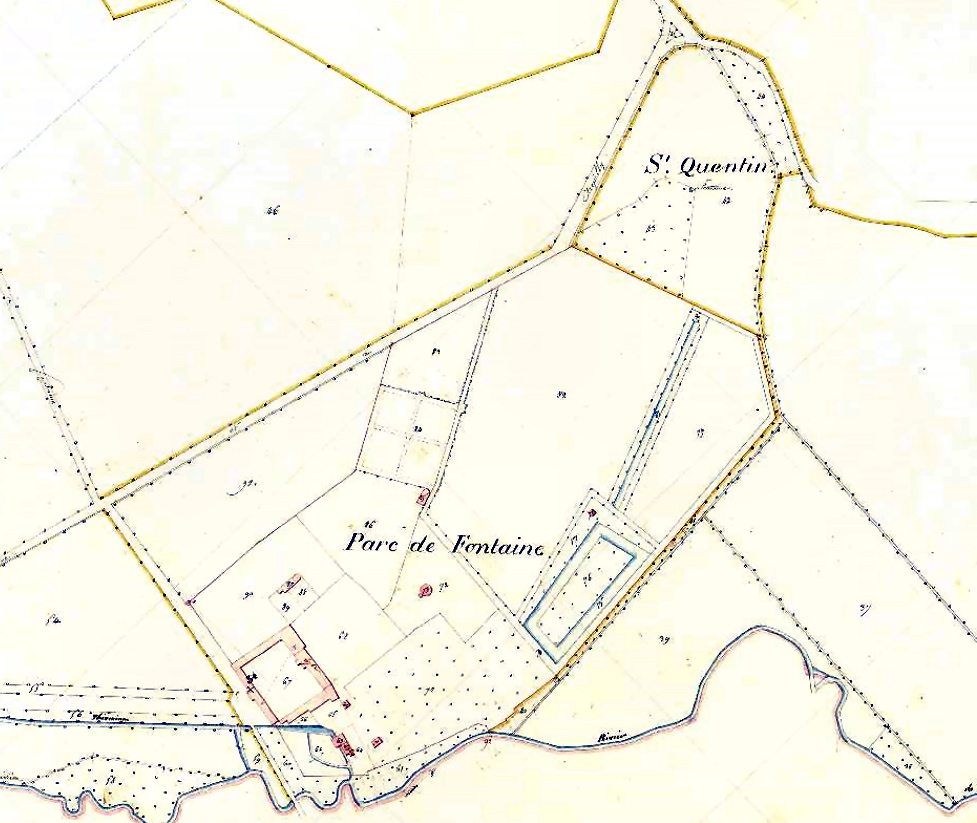
Le parc de Fontaine vers 1825.

- l'entrée et l'hostellerie qui restent en place. Les bâtiments vers l'entrée sont à usage fermier et l'hostellerie sera transformée partiellement en maison de plaisance, vers 1860. Le domaine prendra alors le nom de « château » ;
- la nouvelle chapelle Saint-Jean. Elle permet d'imaginer la localisation du couvent des Pères ;
- le moulin, les communs et la pièce d'eau qui subsistent ;
- l'ancienne tour transformée en pigeonnier et les ruines de la première chapelle sont indiquées précisément.

Plus tard, en 1888, l'abbé Bonno visite et décrit avec émotion ce qui reste de Fontaine qui appartient alors à la famille Aubry-Vitet.

Cartes postales anciennes de Fontaine
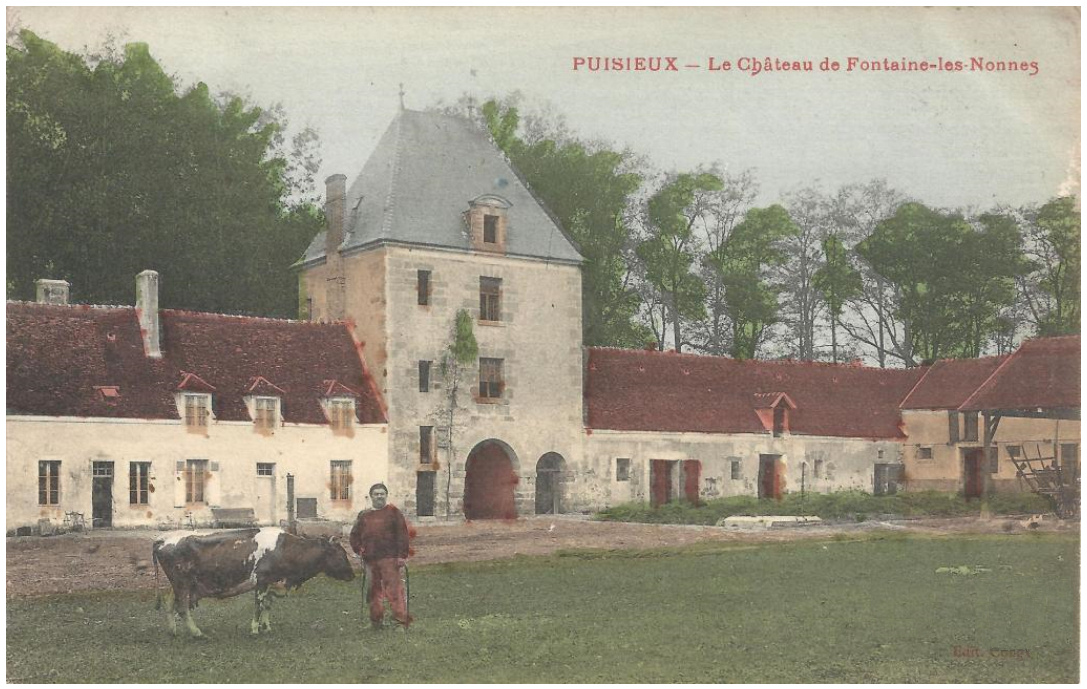
Cour de la ferme et porte monumentale.
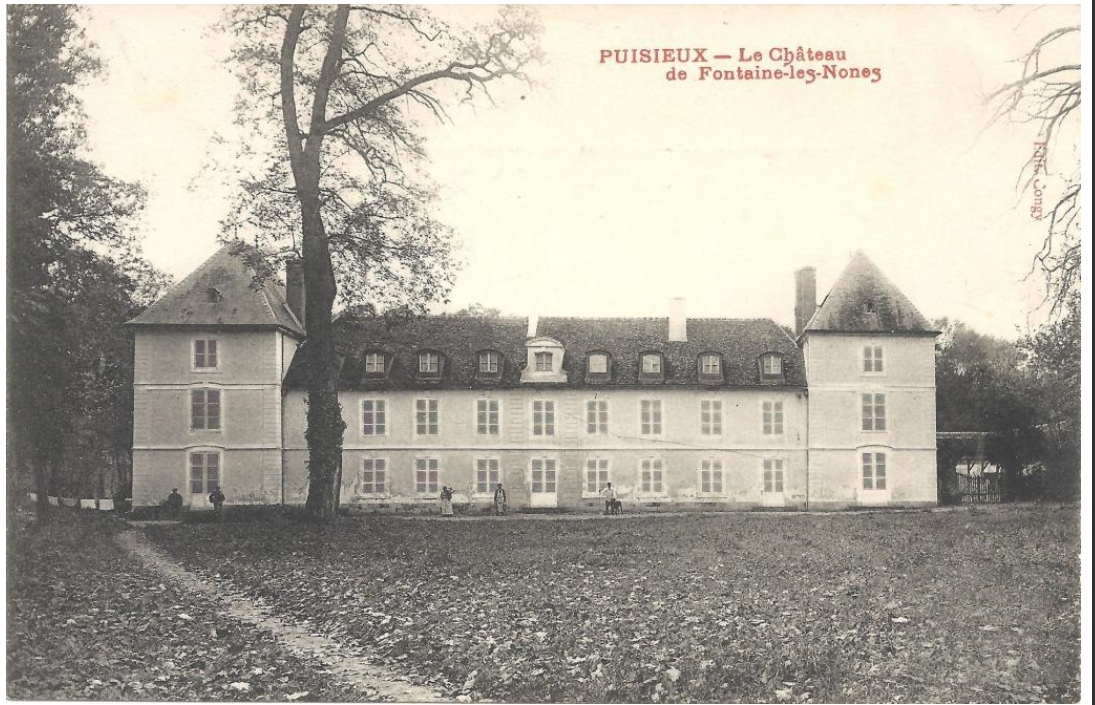
Château dans l'ancienne hostellerie.
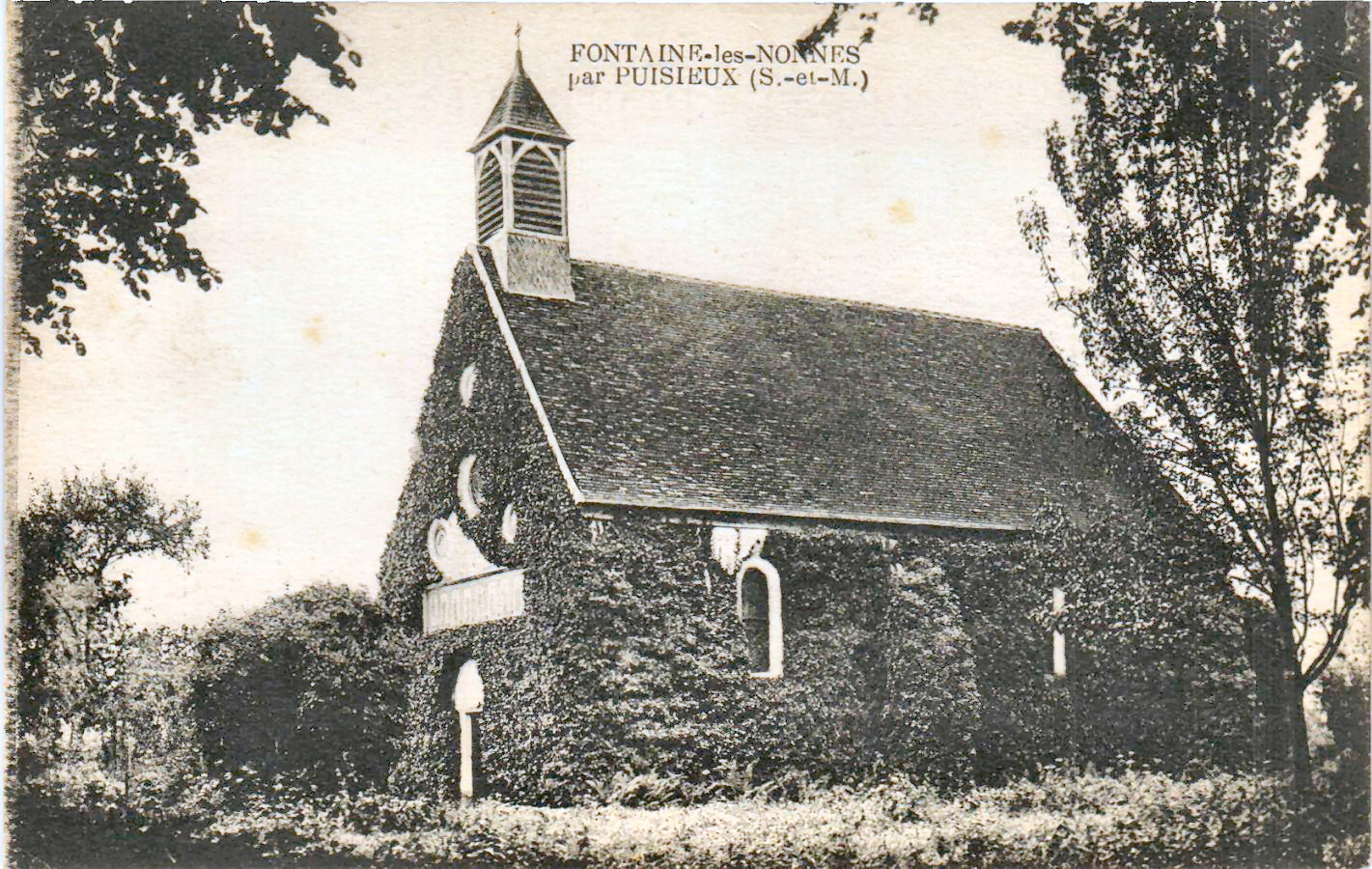
La nouvelle chapelle Saint-Jean[N 11].
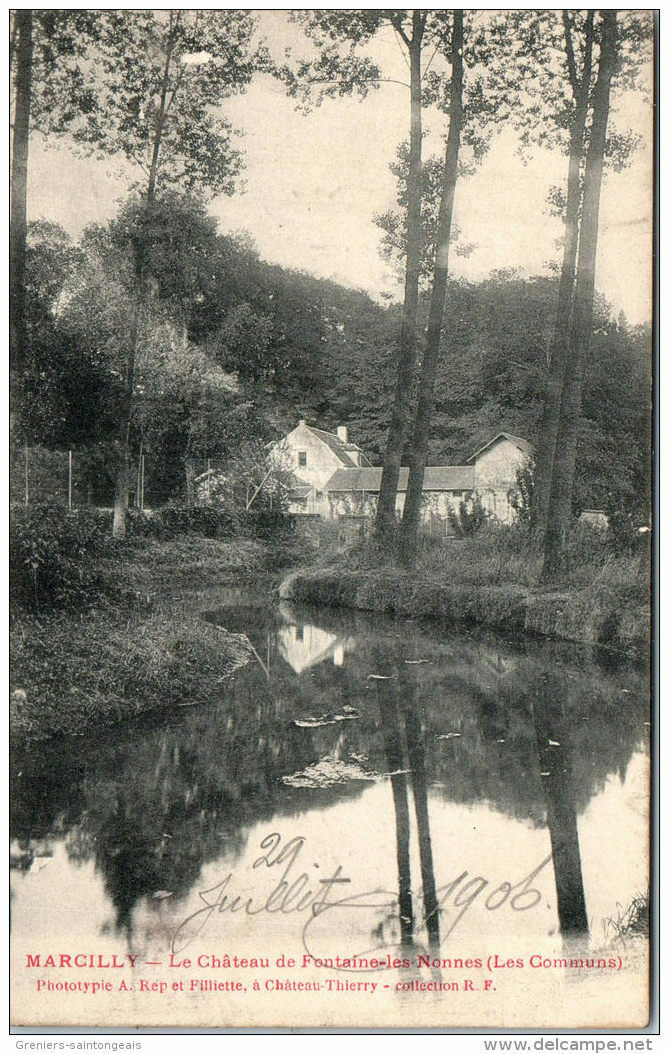
Communs et moulin[N 12] sur la Thérouanne.

Ce qui l'impressionne le plus est la charmille qui a pour nom « Le Bois des Dames » qu'il a retracé scrupuleusement sur le plan qu'il nous a légué. Là se retrouve toute l'âme du prieuré. 
Pour finir, sur les vues-satellite du domaine du château d'aujourd'hui on peut encore voir les traces au sol du monastère des religieuses et « le bois des Dames », bois conservé par respect pour ces lieux chargés d'histoire (voir liens externes).